# 盤景
盤景（ばんけい）は、生花等でも使われる水盤の上に自然の風景のミニチュアを作る日本の芸道、趣味である。

## 概要
盤の上に化土（泥炭の一種）で形を作った後、色の付いた砂で彩色し、小石や添景物（ミニチュアの人、家、木など）を配置して自然の景色を作るものである。床の間などに飾り、鑑賞する。
盆栽と盤景は表面的には似通っている。しかし、盆栽は自然を志向するが、盤景は人間に鑑賞されることを志向する、盆栽は様々な視点からの鑑賞が可能であるが、盤景はある程度鑑賞の視点が制限されるといった相違がある。
主なモチーフとしては、日本または東アジアの景色が自由に選ばれる。 近年では他の国の景色や完全に空想上の景色が選ばれる場合も多い。

## 歴史
盤景の創始は明治・大正時代である。和泉智川は盆景と称して化土を積極的に用い、そこから三才流と紫山流が派生した。
三才流は乙丸益子が1918年に創立した流派である。三才は天・人・地を表す言葉で、森羅万象を盤景に写すことを標榜した。三才流の現在の家元は洋画家でもある乙丸旺川である。
対して、紫山流は小松暁川が1929年に創立した流派である。小松は当初三才流の門下だったが、三才流との考え方の相違に伴って自派を興した。